# 明徳 (ベーシスト)
明徳（あきのり、1986年11月17日 - ）は、日本のベーシストである。ロックバンド・lynch.のベース担当。愛称はAK（エーケー）。

## 経歴
- 2010年9月19日、lynch.のラストインディーズツアーからサポートとしてベースを務める。
- 2010年12月19日、Shibuya O-EASTで行われたツアーファイナルで正式に加入する。
- 2016年11月22日、愛知県警により逮捕・勾留され、12月13日付で大麻取締法違反(単純所持)で起訴された[1]。これによりバンド活動を当面の間自粛し、出演予定だったイベント及びライブは全てキャンセルとなった[1]。その後、12月20日付で契約解除・バンド脱退となった[2]。これに伴い、ベルウッドレコードから12月20日付で契約解除となり、lynch.から脱退という扱いとなった。
- 2017年12月31日に行われたカウントダウンライブにて、約1年ぶりにlynch.のステージに登場。さらに2018年3月11日に行われる幕張メッセでのワンマンライブにて、正式にlynch.に復帰することが明らかにされた。

## 人物
- 葉月の高校の後輩で、学生時代は剣道部部長を務めていた。
- 5弦ベースを使用しており、ライブではシャウトコーラスも行っている。
- はじめは音楽は広く浅く聴いていたが、黒夢のライブCDに衝撃を受け、ロックに目覚めその後ラウドロックに傾倒するようになった。特に好きなのはコーンとレッド・ホット・チリ・ペッパーズ。他にトゥール等も好む。
- ヒップホップやレゲエに影響された裏ノリのグルーヴが効いたプレイを得意とするため、明徳の加入によりlynch.のグルーヴ感が増強されたと葉月が語っている。クリックに忠実な葉月に対して、ベーシスト特有のゆとりのあるプレイをする。
- スラップ奏法にも定評があり「ペチ男」の愛称でファンに親しまれている。
- EXODUS-EPの曲出しで「SUMMER」という曲を作ってきたが余りにもコンセプトから外れる乾いたパンクの曲だったためにボツとなった。
- LUNA SEA/X JAPAN のSUGIZOに推薦され、X JAPAN TOSHIのソロライブのサポートメンバーベーシストとして抜擢された経験を持つ。
- 釣りを趣味とする。同じ趣味を持つ葉月、晁直と合わせて「釣リンチ」と呼ばれ、プライベートで釣りに行く仲である。

## イベント
- 人時 〜I LOVE BASS〜（2019年）